# Parque Nacional da Chapada dos Guimarães
O Parque Nacional da Chapada dos Guimarães é uma unidade de conservação brasileira, situada no estado de Mato Grosso, nos municípios de Chapada dos Guimarães e Cuiabá, que recebeu a guarida federal através do Decreto 97.656, de 12 de abril de 1989. Possui uma área total de 33 mil hectares. É administrado pelo Instituto Chico Mendes de Conservação da Biodiversidade (ICMBio).

## Histórico
As origens do parque datam de 13 de setembro de 1910, quando o vice-presidente do Mato Grosso, coronel Pedro Celestino Corrêa da Costa, preocupado com a devastação da vegetação nas cabeceiras dos rios Coxipó-açu, Manso e Cuiabá, declarou que a área era um de utilidade pública. Em 1984, uma coalizão de ambientalistas, artistas e intelectuais do estado lançou uma petição para protestar contra o ato do governo de criar um complexo turístico nas proximidades. Em fevereiro de 1986, uma campanha nacional foi lançada por ONGs para pedir ao presidente José Sarney que criasse o parque nacional.
O parque foi finalmente criado em 12 de abril de 1989 pela Lei 97.656, com 32.630 hectares (80.600 acres). Encontra-se nos municípios de Cuiabá e Chapada dos Guimarães. O objetivo é proteger amostras significativas dos ecossistemas locais e garantir a preservação de sítios naturais e arqueológicos, apoiando o uso apropriado para visitas, educação e pesquisa.

## Geografia
O parque fica na Reserva da Biosfera do Pantanal, que também inclui os parques nacionais Pantanal, Emas e Serra da Bodoquena, além dos parques estaduais da Serra de Santa Bárbara, das Nascentes do Rio Taquari e do Pantanal do Rio Negro. O parque fica na bacia do rio Paraguai, protegendo as cabeceiras do rio Cuiabá, um dos principais alimentadores do Pantanal mato-grossense.
O centro geográfico da América do Sul, anteriormente considerado na cidade de Cuiabá (onde está marcado por um obelisco de mármore branco), está de fato localizado no parque perto da cidade de Chapada dos Guimarães, no Mirante de Geodésia.

### Meio ambiente
O clima é tropical, com temperaturas variando de 12 a 25°C e precipitação anual de 1.800 a 2.000 milímetros. A chuva cai principalmente na primavera e no verão, com um pouco de chuva no outono e inverno. O terreno do parque é caracterizado por grandes colinas e penhascos de arenito vermelho que variam de 600 a 800 metros de altura. As atrações dos visitantes incluem picos de montanhas, cachoeiras e cavernas.
A fauna inclui a onça-pintada, o veado-campeiro, o bugio, a anta, o tamanduá-bandeira, o tatu-canastra, o lobo-guará, a ema e a seriema. Papagaios, andorinhões e araras-vermelhas aninham-se nas falésias de arenito. O parque é ameaçado por incêndios no período frio, seco e ventoso do ano, muitas vezes causado por atividades humanas perto ou no parque. Relâmpagos não parecem ser uma causa importante, uma vez que geralmente são seguidos de chuva.

## Galeria

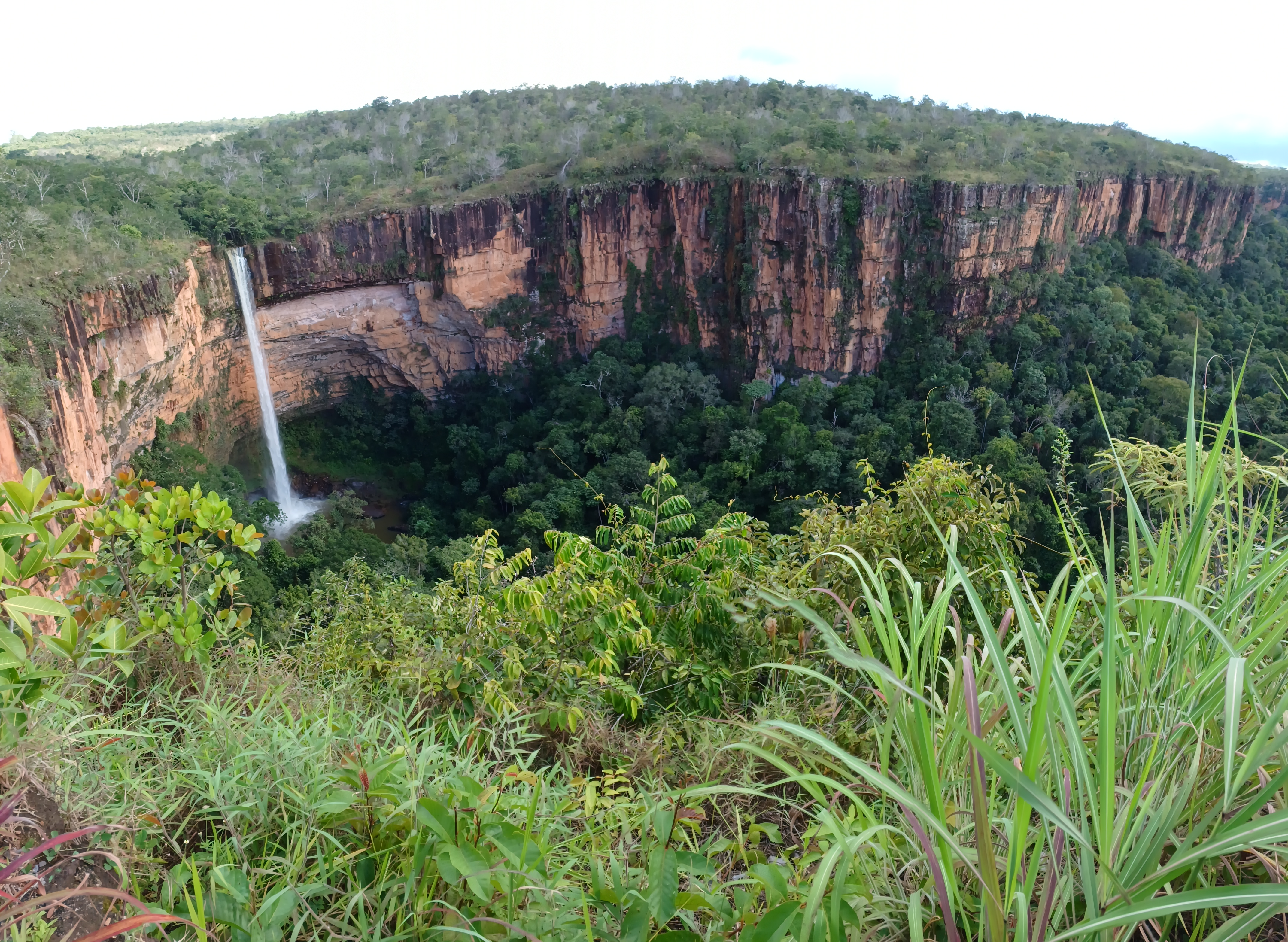
A cachoeira  Véu da Noiva pode ser observada a partir de um mirante próximo à administração do parque. Para chegar no mirante, você caminha cerca de 600 metros